# ウォールフラワー (小説)
『ウォールフラワー』(The Perks of Being a Wallflower) は、アメリカの作家スティーブン・チョボスキーによるジュブナイル小説である。MTVから1999年2月1日に出版された。チャーリーという10代の少年が「トモダチ」に向けて書いている手紙の形式を取った書簡体小説で、思春期における経験や心理を物語った青春小説作品。ドラッグや性、文学や音楽などの若者文化が多く描写されている。
アメリカ図書館協会が選ぶ『2009年度最も推奨する本』でトップ10の中で第3位を獲得した。
映画監督でもある著者チョボスキーによる監督で映画化され、2012年に公開された。

## あらすじ
1991年、チャーリーは春に友人のマイケルが自殺したことに強く動揺し、孤独と不安を抱えながら高校に進学する。学校が好きになれなかったチャーリーだが、授業の工作クラスで「ナッシング」と呼ばれる変わった面白い上級生、パトリックと出会う。その後学校のフットボールの試合を一人で観戦しに行くと、パトリックがサムという義理の妹と一緒にいるのを見つけ、2人と知り合う。チャーリーはサムに心惹かれる。
チャーリーは2人を通じて、パーティーに参加するなど、多くの人と出会い、文学や音楽、そしてドラッグに触れていく。やがてサムの友人であるメアリー・エリザベスという女の子と恋人の関係になるが、ある夜、エリザベスの前でサムにキスしたことがきっかけで2人は別れてしまう。
学期が終わり、パトリックとサムは高校を卒業する。大学に行くために街を出る前、チャーリーとサムは性的な関係になりかけるが、結局チャーリーはサムに手を出すことができない。その日の夜、夢の中でチャーリーは小さい頃に親戚のヘレンおばさんに性的な行為を受けていたことを思い出し、ショックのあまり精神病院に2か月入院する。その後、チャーリーは夏休みの間にパトリックやサム達と会話し、退院すると、もう学校に行くのは怖くないと感じるようになる。

## 登場人物
チャーリー
主人公。精神的に不安定な少年で、精神科医にかかっている。
サム
チャーリーが心惹かれた女の子。パトリックの義理の妹。
パトリック
サムの義理の兄。同性愛者で、ブラッドという同じ学校のクォーターバックの選手と秘密の恋人の関係だったが、ブラッドの父親にバレてしまい、別れざるを得なくなる。
メアリー・エリザベス
サムの友人の女の子。芸術映画が好き。チャーリーと付き合ってからは自分の話を一方的に延々と喋るため、うんざりさせてしまっていた。
ビル
チャーリーの英語教師。チャーリーに多くの課題図書を出し、レポートを提出させる。劇作家でもあり、この学期が終わると教師を辞めようと考えている。
マイケル
チャーリーが高校に入学する前の春に自殺した少年。チャーリーとは仲が良かった。カウンセラーは「家庭の問題」が自殺の理由だと考えている。
チャーリーの兄
アメフトの選手としてペンシルベニア大学に通っている。
チャーリーの姉
美人だがチャーリーに対しては煙たがる態度を取る。フェミニズム的な主張をよくする。付き合っていた相手に妊娠させられてしまい、両親には内緒でチャーリーに堕胎の付き添いを頼んだ。
ヘレンおばさん
チャーリーの叔母。性的虐待を受けた経験により、病気やドラッグに苦しんだ。チャーリー達の家に同居していたが、1983年に交通事故で死んでしまう。幼いチャーリーにとっては「世界で一番好きな人」だったが、物語終盤で、チャーリーはヘレンおばさんに性的な行為を受けていたことが明らかになる。
トモダチ
チャーリーが手紙を出している、会ったことも喋ったこともない相手。チャーリーは「トモダチ」に手紙を出す理由を、「あるパーティーで女の子と寝ようと思えばそうできたのに手を出さなかった」と噂で聞いたからだと冒頭で語っている。

## 作中に登場する芸術・作品

### 文学
チャーリーの英語の教師、ビルが課題として読ませる。チャーリーはこれらの本をお気に入りと評している。
- 『アラバマ物語』 : ハーパー・リー
- 『楽園のこちら側』 : F・スコット・フィッツジェラルド
- 『A Separate Peace』 : ジョン・ノウルズ
- 『ピーターパン』 : J・M・バリー
- 『グレート・ギャツビー』 : F・スコット・フィッツジェラルド
- 『ライ麦畑でつかまえて』 : J・D・サリンジャー
- 『路上』 : ジャック・ケルアック
- 『裸のランチ』 : ウィリアム・S・バロウズ
- 『ウォールデン 森の生活』 : ヘンリー・デイヴィッド・ソロー
- 『ハムレット』 : ウィリアム・シェイクスピア
- 『異邦人』 : アルベール・カミュ
- 『水源』 : アイン・ランド

またE・E・カミングスによる詩、ランディ・シルツ著の『カストロ通りの市長』、アン・ライスの本や、映画『レッズ』に登場する女性作家エマ・ゴールドマンのような人物が言及されている。

### 映画
- 『ロッキー・ホラー・ショー』
- 『素晴らしき哉、人生!』
- 『プロデューサーズ』
- 『レッズ』
- 『アラバマ物語』
- 『卒業』
- 『ハロルドとモード 少年は虹を渡る』
- 『マイライフ・アズ・ア・ドッグ』
- 『いまを生きる』
- 『ニューヨーク・ラブストーリー』
- 『ナイト・オブ・ザ・リビングデッド』
- 『ハンナとその姉妹』

### テレビ番組
- 『サタデー・ナイト・ライブ』
- 『ラブ・ボート』
- 『ファンタジー・アイランド』
- 『M★A★S★H マッシュ』
- 『マイペース二等兵』

### 音楽
- 『Where Eagles Dare』 : ミスフィッツ
- 『Asleep』 : ザ・スミス
- 『Vapour Trail』 : ライド
- 『Scarborough Fair』 : サイモン&ガーファンクル
- 『A Whiter Shade of Pale』 : プロコル・ハルム
- 『Time of No Reply』 : ニック・ドレイク
- 『Dear Prudence』 : ビートルズ
- 『Gypsy』 : スザンヌ・ヴェガ
- 『Nights in White Satin』 : ムーディー・ブルース
- 『Daydream』 : スマッシング・パンプキンズ
- 『Dusk』 : ジェネシス
- 『MLK』 : U2
- 『Blackbird』 : ビートルズ
- 『Landslide』 : フリートウッド・マック
- 『Smells Like Teen Spirit』 : ニルヴァーナ
- 『Another Brick in the Wall, Part II』 : ピンク・フロイド
- 『Something』 : ビートルズ
- 『School's Out』 : アリス・クーパー
- 『Autumn Leaves』 : ナット・キング・コール
- 『Broken Wings』 : Mr.ミスター
- 『I'm Going Home』 ： 『ロッキー・ホラー・ショー』でティム・カリーがフランク役で歌った曲

ヴィレッジ・ピープル、ブロンディ、ジム・モリソン、ジョン・レノン、スリッツとビリー・ホリデイといった他のアーティストも言及されているが、曲目については言及されていない。

## 日本語訳
- スティーヴン・チョボウスキー『ウォールフラワー』小西未来訳、アーティストハウス（発行）、角川書店（発売）、2001年4月27日
- スティーブン・チョボスキー『ウォールフラワー』田内志文訳、集英社文庫、2013年11月20日